# Zeophyllit
Zeophyllit ist ein selten vorkommendes Mineral aus der Mineralklasse der „Silikate und Germanate“. Es kristallisiert im trigonalen Kristallsystem mit der chemischen Zusammensetzung Ca13Si10O28(OH)2F8·6H2O und damit chemisch gesehen ein wasserhaltiges, basisches Calcium-Fluor-Silikat. Strukturell gehört er zu den Schichtsilikaten.
Zeophyllit ist üblicherweise farblos und durchsichtig, kann aber aufgrund von Gitterbaufehlern oder polykristalliner Ausbildung auch weiß erscheinen. Er findet sich meist in Form halbkugeliger bis kugeliger Mineral-Aggregate aus radialstrahligen Kristallblättchen mit glasähnlichem Glanz auf den Oberflächen (bei dickeren Schichten auch Perlglanz), die entweder auf Gesteinsflächen aufgewachsen oder beispielsweise Natrolithstängel umwachsen.

## Etymologie und Geschichte
Erstmals entdeckt wurde Zeophyllit 1899 durch einen Mineralhändler namens Leitenberger in einem Zeolith-Vorkommen nahe Velké Březno (deutsch Großpriesen) in Nordböhmen, Tschechien.
Wissenschaftlich beschrieben wurde er 1902 durch Anton Pelikan (1861–1918), der das Mineral entgegen der von den Mineralhändlern benutzten Bezeichnung Comptonit (eigentlich Thomsonit) nach den griechischen Worten ζέω [zeo] für aufwallen bzw. anschwellen und altgriechisch φύλλον [phýllon] für Blatt benannte. Er wollte damit die beiden charakteristischen Eigenschaften des Minerals festhalten: Seine überwiegend im blättrigen Habitus auftretenden Kristallformen und dessen Eigenschaft, beim Erhitzen aufzuwallen bzw. anzuschwellen.

## Klassifikation
Bereits in der veralteten 8. Auflage der Mineralsystematik nach Strunz gehörte der Zeophyllit zur Abteilung der „Schichtsilikate (Phyllosilikate)“, wo er zusammen mit Reyerit die „Reyerit-Zeophyllit-Gruppe“ mit der System-Nr. VIII/E.14 und den weiteren Mitgliedern Fedorit und Gyrolith bildete.
Im Lapis-Mineralienverzeichnis nach Stefan Weiß, das sich aus Rücksicht auf private Sammler und institutionelle Sammlungen noch nach dieser alten Form der Systematik von Karl Hugo Strunz richtet, erhielt das Mineral die System- und Mineral-Nr. VIII/H.34-50. In der „Lapis-Systematik“ entspricht dies ebenfalls Abteilung „Schichtsilikate“, wo Zeophyllit zusammen mit Armstrongit, Cairncrossit, Ellingsenit, Fedorit, Gyrolith, Lalondeit, Martinit, Minehillit, Orlymanit, Reyerit, Truscottit und Tungusit eine eigenständige, aber unbenannte Gruppe bildet (Stand 2018).
Auch die seit 2001 gültige und von der International Mineralogical Association (IMA) bis 2009 aktualisierte 9. Auflage der Strunz’schen Mineralsystematik ordnet den Zeophyllit in die Abteilung der „Schichtsilikate“ ein. Diese ist allerdings weiter unterteilt nach der Schichtstruktur, so dass das Mineral entsprechend seinem Aufbau in der Unterabteilung „Einfache tetraedrische Netze aus 6-gliedrigen Ringen, verbunden über oktaedrische Netze oder Bänder“ zu finden ist, wo es als einziges Mitglied die unbenannte Gruppe 9.EE.70 bildet.
Die vorwiegend im englischen Sprachraum gebräuchliche Systematik der Minerale nach Dana ordnet den Zeophyllit ebenfalls in die Klasse der „Silikate und Germanate“, dort allerdings in die bereits feiner unterteilte Abteilung der „Schichtsilikate mit kondensierten tetraedrischen Schichten“ ein. Hier ist er als einziges Mitglied in der unbenannten Gruppe 73.01.04 innerhalb der Unterabteilung „Schichtsilikate: kondensierte tetraedrische Schichten mit doppelten Lagen“ zu finden.

## Kristallstruktur

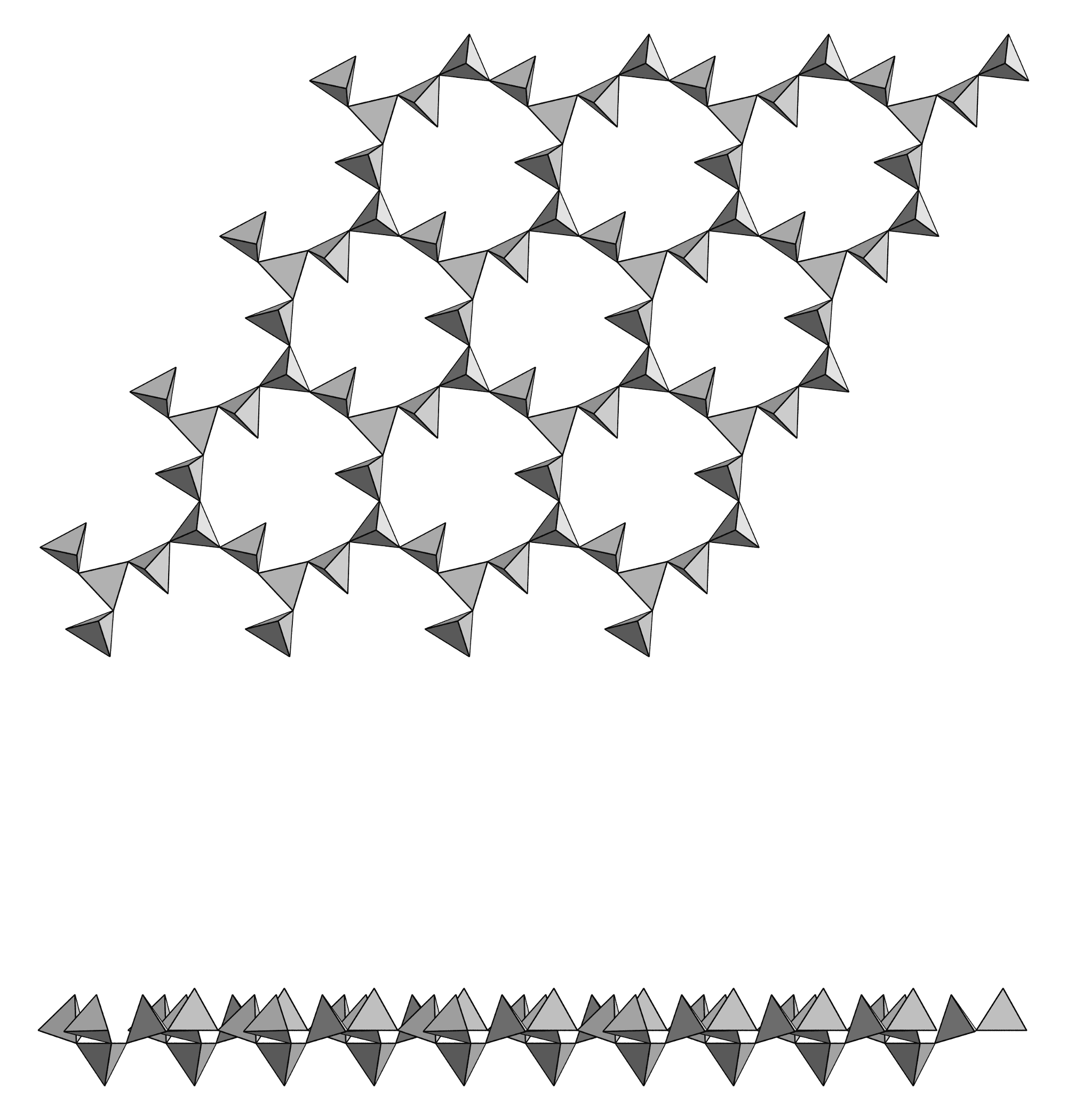
Kristallstruktur von Zeophyllit

Zeophyllit kristallisiert trigonal in der Raumgruppe R3 (Raumgruppen-Nr. 148) mit den Gitterparametern a = 9,38 Å und c = 36,57 Å sowie 3 Formeleinheiten pro Elementarzelle.

## Bildung und Fundorte
Zeophyllit bildet sich sekundär durch hydrothermale Verwitterung in Blasenräumen von Basalt. Als Begleitminerale treten unter anderem Apophyllit und Calcit sowie Natrolith, Phillipsit und andere Zeolithe auf.
Als seltene Mineralbildung konnte Zeophyllit nur an wenigen Fundorten nachgewiesen werden, wobei bisher rund 20 Fundorte dokumentiert sind (Stand: 2020). Neben seiner Typlokalität Velké Březno (Großpriesen) konnte das Mineral in Tschechien noch am Starý vrch (Altenberg) nahe Radejčín in der Gemeinde Řehlovice sowie bei Soutěsky in der gleichen Region Ústí gefunden werden. Radejčín ist zudem als bedeutender Fundort für gut ausgebildete, kugelige Aggregate von bis zu einem Zentimeter Durchmesser bekannt.
In Deutschland fand man Zeophyllit unter anderem im Steinbruch Weilberg in Nordrhein-Westfalen sowie im Steinbruch Caspar am Ettringer Bellerberg bei Ettringen in der Eifel, im Steinbruch „Ölberg“ bei Hundsangen im Westerwaldkreis und am Schellkopf bei Brenk im Landkreis Ahrweiler in Rheinland-Pfalz.
Der bisher einzige bekannte Fundort in Österreich ist der Steinberg nahe Mühldorf bei Feldbach in der Steiermark.
Weitere bekannte Fundorte sind unter anderem der Monte Somma (Pollena-Trocchia) in Italien, die Grube „Sampo“ bei Takahashi und Kōriyama auf der japanischen Insel Honshū, der Steinbruch Poudrette am Mont Saint-Hilaire in Kanada, Jolotca im rumänischen Kreis Harghita, der Berg Lakargi in der russischen Republik Kabardino-Balkarien sowie der Kukiswumtschorr und das Hackmantal in den Chibinen auf der russischen Halbinsel Kola, Ynglingarum in der südschwedischen Provinz Skåne län, der Láz nahe Uzsa im ungarischen Kreis Tapolca und die „Marble Canyon Mine“ im Culberson County im US-Bundesstaat Texas.